# 38 (število)
38 (ósemintrídeset) je naravno število, za katero velja 38 = 37 + 1 = 39 - 1.

## V matematiki
- sestavljeno število.
- polpraštevilo.
- 38. sestavljeno število je 55.
- nezadostno število {\displaystyle \sigma (38)=60<2\cdot 38=76\quad (\sigma ^{*}(38)=22<38)}.
- 38. nezadostno število je 49.
- 38! - 1 da število 523022617466601111760007224100074291199999999, ki je šestnajsto fakultetno praštevilo.
- 38 lahko zapišemo z naslednjimi kombinacijami vsot praštevil:

31+7,
31+5+2,
29+7+2,
23+7+2+3,
23+7+5+3,
19+17+2,
17+11+7+3,
17+11+5+3+2.
- vsota kvadratov prvih treh praštevil: {\displaystyle 38=2^{2}+3^{2}+5^{2}\!\,}.
- ostanki pri deljenju s številom 13 je 12: {\displaystyle 38\equiv 12{\pmod {13}}.}
- najmanjše število, katerega vsota njegovih števk je enaka 38 je 29999 (2+9+9+9+9=38).
- ne obstaja noben takšen cel x, da bi veljala enačba φ(x) = 38.
- zrcaljene števke dajo število 83, ki je 23. praštevilo. 38. praštevilo je 163, 83. pa 431.
- Ulamovo število {\displaystyle 38=2+36\,\!}.
- število stranskih ploskev prirezane kocke.

## V znanosti
- vrstno število 38 ima stroncij (Sr).

## Drugo

### Leta
- 438 pr. n. št., 338 pr. n. št., 238 pr. n. št., 138 pr. n. št., 38 pr. n. št.
- 38, 138, 238, 338, 438, 538, 638, 738, 838, 938, 1038, 1138, 1238, 1338, 1438, 1538, 1638, 1738, 1838, 1938, 2038, 2138